# Tetracanthella tuberculata
Tetracanthella tuberculata är en urinsektsart som beskrevs av Cassagnau 1954. Tetracanthella tuberculata ingår i släktet Tetracanthella och familjen Isotomidae. Inga underarter finns listade i Catalogue of Life.